# Ləgərqışlaq
Ləgərqışlaq è un comune dell'Azerbaigian situato nel distretto di Qusar. Conta una popolazione di 536 abitanti.